# Liste der Baudenkmale im Landkreis Goslar
Die Liste der Baudenkmale im Landkreis Goslar enthält die nach dem Niedersächsischen Denkmalschutzgesetz geschützten Baudenkmale im niedersächsischen Landkreis Goslar. 
Der Übersicht und Länge halber ist die Liste nach den Städten und Gemeinden des Landkreises separiert. Diese Einteilung findet sich in der folgenden Tabelle, in der zu jedem Eintrag, soweit möglich, ein exemplarisches Foto eines Baudenkmals aus der jeweiligen Stadt oder Gemeinde zu finden ist.
| Bild | Stadt/Gemeinde       | Karte | Liste                                            | Ortsteile                         |
| ---- | -------------------- | ----- | ------------------------------------------------ | --------------------------------- |
|      | Bad Harzburg         |       | Liste der Baudenkmale in Bad Harzburg            |                                   |
|      | Braunlage            |       | Liste der Baudenkmale in Braunlage               |                                   |
|      | Clausthal-Zellerfeld |       | Liste der Baudenkmale in Clausthal-Zellerfeld    |                                   |
|      | Goslar               |       | Liste der Baudenkmale in Goslar                  |                                   |
|      | Harz                 |       | Liste der Baudenkmale in Harz (Landkreis Goslar) |                                   |
|      | Langelsheim          |       | Liste der Baudenkmale in Langelsheim             | Liste der Baudenkmale in Hahausen |
|      | Liebenburg           |       | Liste der Baudenkmale in Liebenburg              |                                   |
|      | Seesen               |       | Liste der Baudenkmale in Seesen                  |                                   |